# Ernst Loof
Ernst Loof (* 4. Juli 1907 in Neindorf bei Oschersleben; † 3. März 1956 in Bonn) war ein deutscher Ingenieur, Rennfahrer, Rennleiter und Unternehmer.

## Leben
Seine berufliche Laufbahn begann Ernst Loof als Autoschlosser in Halberstadt. Von dort wechselte er zu dem Motorradhersteller Imperia in Bad Godesberg. Hier war er Ingenieur, Werksrennfahrer und Teilhaber. 1932 und 1933 gewann er unter anderem im Eifelrennen auf dem Nürburgring die Soloklasse bis 350 cm³ sowie 1934 und 1935 die Seitenwagenklasse mit 350 bzw. 600 cm³.
Viermal war er Deutscher Meister auf der Straße, dreimal in der 350-cm³-Soloklasse und einmal in der Seitenwagenklasse bis 350 cm³. Ebenfalls vier deutsche Meistertitel gewann er bei Bergrennen in den Soloklassen bis 350 und bis 500 cm³.

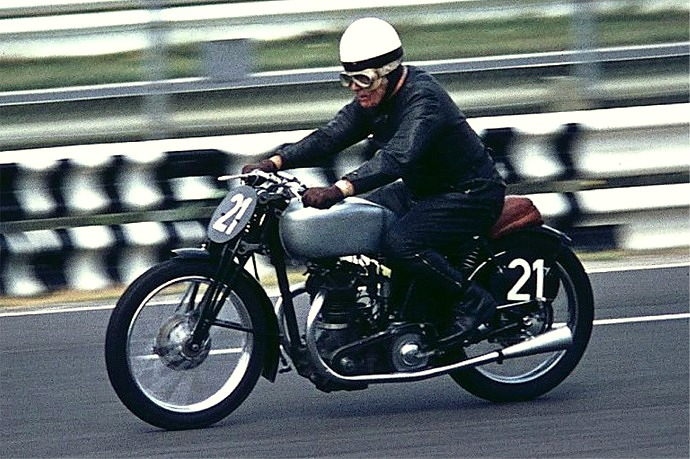
350-cm³-Imperia der 1930er Jahre

Nach einer kurzen Zeit bei der Auto Union AG kam Loof zu BMW, wo er ab 1938 für die Automobil-Renneinsätze verantwortlich war, zum Beispiel: 1938 Mille Miglia (Klassen- und Mannschaftssieg), 24 Stunden von Spa-Francorchamps (Klassen- und Mannschaftssieg), 1939: 24 Stunden von Le Mans (Klassen- und Mannschaftssieg), 1940: Mille Miglia (Gesamtsieg und die Plätze drei, fünf und sechs sowie Mannschaftssieg).
Als nach dem Zweiten Weltkrieg die deutschen Autowerke zerstört oder demontiert waren, begannen Ernst Loof, Georg „Schorsch“ Meier, Lorenz Dietrich und Werner Miethe Sportwagen zu bauen. Ab 1946/47 beschafften sie Aggregate und ganze Fahrzeuge vom Typ BMW 328, die sie mit stromlinienförmigen Karosserien versahen. Es wurden aber auch Fahrzeugrahmen vom BMW 315 verwendet. 1948 gründeten sie im baden-württembergischen Meßkirch die Firma Veritas. Georg Meier wurde 1948 mit dem Veritas RS Deutscher Automobilmeister und im selben Jahr mit der 500er BMW auch Deutscher Motorradmeister.
Nach dem Konkurs der Veritas GmbH übersiedelte Loof 1951 an den Nürburgring, wo er unter dem Namen „Veritas Nürburgring“ Sportwagen entwickelte und noch einige Exemplare des Formel-2-Wagens „Veritas Meteor“ baute. Mit einem „Meteor“ startete er selbst neben Hans Herrmann und Willi Heeks beim Großen Preis von Deutschland am 2. August 1953, fiel jedoch gleich zu Beginn des Rennens aus.

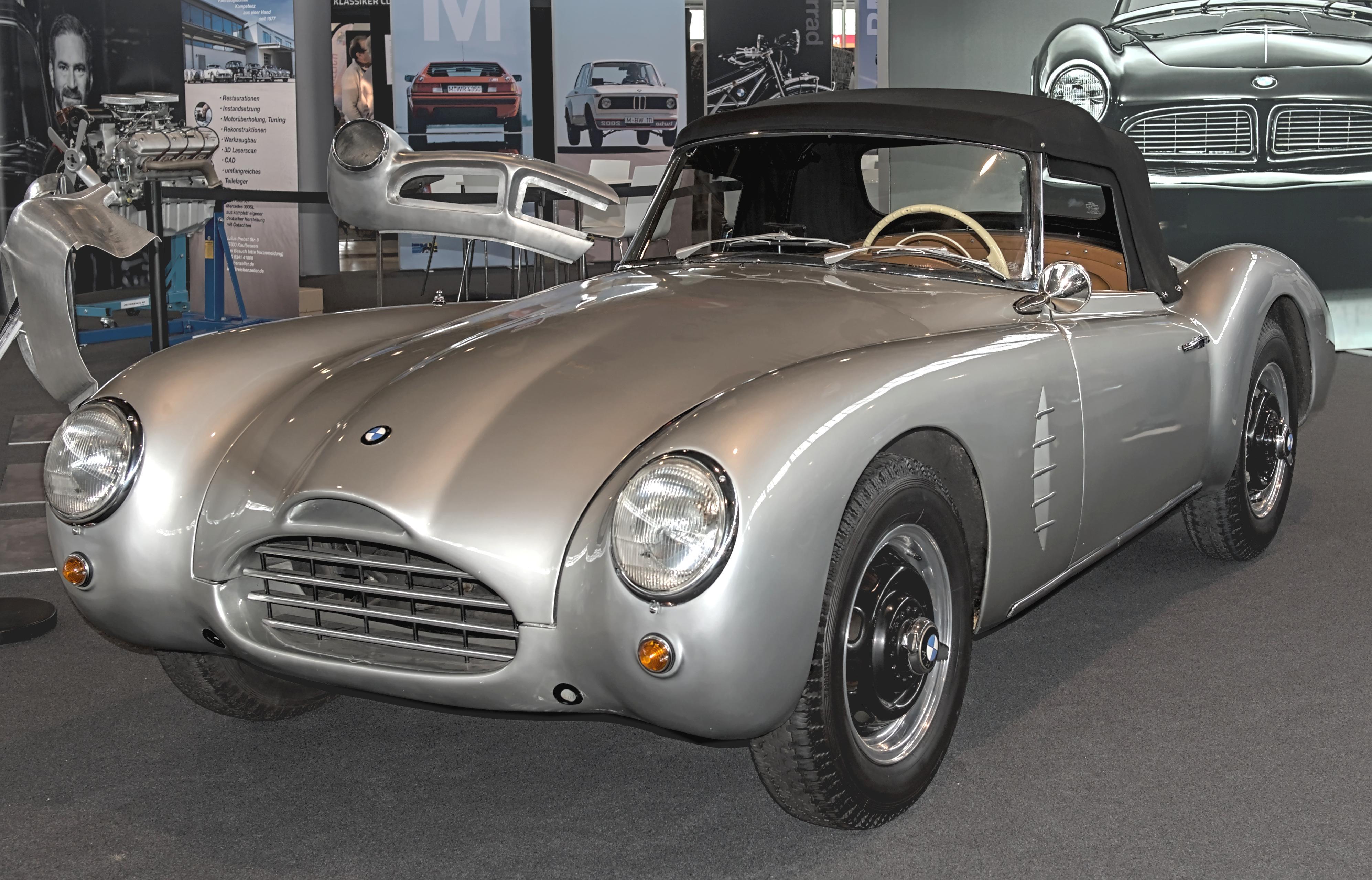
BMW 502 Sportwagen auf den Retro Classics 2025

Nachdem der Marke Veritas auch am Nürburgring kein wirtschaftlicher Erfolg beschieden war, übernahm BMW 1953 den Betrieb und Ernst Loof als Ingenieur. 1954 entwarfen Loof und sein Mitarbeiter Heinz Jacht für das modifizierte Fahrgestell des BMW 502 den Prototyp eines offenen Sportwagens, der jedoch zugunsten der ein Jahr später vorgestellten BMW 503 und BMW 507 nicht in Serie ging. Die Karosserie fertigte Baur in Stuttgart. Loofs Prototyp, der an die Veritas-Sportwagen erinnerte, wurde am 12. September 1954 bei der Schönheitskonkurrenz in Bad Neuenahr das einzige Mal öffentlich vorgeführt und gewann eine Goldmedaille. Wie es heißt, nahm Loof eigenmächtig an dem Wettbewerb teil, nachdem Testfahrten auf dem Nürburgring unbefriedigend verlaufen waren. Ende 1954 erschien eine Händlerbroschüre, in der der Wagen „BMW 502 Sportwagen“ hieß (vorher war er im internen Schriftverkehr wie die spätere Limousine von 1972 „BMW 528“ genannt worden).
Mit Hans Wencher als Beifahrer fuhr Loof 1954 für BMW die Rallye Monte Carlo.
Ernst Loof starb am 3. März 1956 an den Folgen eines Hirntumors.

## Statistik

### Erfolge
- 1931 – Deutscher 350-cm³-Meister auf Imperia
- 1932 – Deutscher 350-cm³-Meister auf Imperia
- 1933 – Deutscher 350-cm³-Gespann-Meister auf Imperia-Python
- 1934 – Deutscher 350-cm³-Meister auf Imperia
- 1934 – Deutscher 350-cm³-Gespann-Meister auf Imperia-Python

### Statistik in der Automobil-Weltmeisterschaft

#### Gesamtübersicht
| Saison | Team       | Chassis        | Motor          | Rennen | Siege | Zweiter | Dritter | Poles | schn. Rennrunden | Punkte | WM-Pos. |
| ------ | ---------- | -------------- | -------------- | ------ | ----- | ------- | ------- | ----- | ---------------- | ------ | ------- |
| 1953   | Ernst Loof | Veritas Meteor | Veritas 2.0 L6 | 1      | −     | −       | −       | −     | −                | −      | NC      |
| Gesamt | Gesamt     | Gesamt         | Gesamt         | 1      | −     | −       | −       | −     | −                | −      |         |

#### Einzelergebnisse
| Saison | 1 | 2 | 3 | 4 | 5 | 6   | 7 | 8 | 9 |
| ------ | - | - | - | - | - | --- | - | - | - |
| 1953   |   |   |   |   |   |     |   |   |   |
|        |   |   |   |   |   | DNF |   |   |   |

| Legende  | Legende            | Legende                                                          |
| Farbe    | Abkürzung          | Bedeutung                                                        |
| -------- | ------------------ | ---------------------------------------------------------------- |
| Gold     | –                  | Sieg                                                             |
| Silber   | –                  | 2. Platz                                                         |
| Bronze   | –                  | 3. Platz                                                         |
| Grün     | –                  | Platzierung in den Punkten                                       |
| Blau     | –                  | Klassifiziert außerhalb der Punkteränge                          |
| Violett  | DNF                | Rennen nicht beendet (did not finish)                            |
| Violett  | NC                 | nicht klassifiziert (not classified)                             |
| Rot      | DNQ                | nicht qualifiziert (did not qualify)                             |
| Rot      | DNPQ               | in Vorqualifikation gescheitert (did not pre-qualify)            |
| Schwarz  | DSQ                | disqualifiziert (disqualified)                                   |
| Weiß     | DNS                | nicht am Start (did not start)                                   |
| Weiß     | WD                 | zurückgezogen (withdrawn)                                        |
| Hellblau | PO                 | nur am Training teilgenommen (practiced only)                    |
| Hellblau | TD                 | Freitags-Testfahrer (test driver)                                |
| ohne     | DNP                | nicht am Training teilgenommen (did not practice)                |
| ohne     | INJ                | verletzt oder krank (injured)                                    |
| ohne     | EX                 | ausgeschlossen (excluded)                                        |
| ohne     | DNA                | nicht erschienen (did not arrive)                                |
| ohne     | C                  | Rennen abgesagt (cancelled)                                      |
| ohne     | keine WM-Teilnahme |                                                                  |
| sonstige | P/fett             | Pole-Position                                                    |
| sonstige | 1/2/3/4/5/6/7/8    | Punktplatzierung im Sprint-/Qualifikationsrennen                 |
| sonstige | SR/kursiv          | Schnellste Rennrunde                                             |
| sonstige | *                  | nicht im Ziel, aufgrund der zurückgelegten Distanz aber gewertet |
| sonstige | ()                 | Streichresultate                                                 |
| sonstige | unterstrichen      | Führender in der Gesamtwertung                                   |